# ダブルタップミステリー
『ダブルタップミステリー』は、2023年4月8日から2023年9月23日までテレビ朝日の『バラバラ大作戦』（金曜第2部）で放送されていたテレビドラマ。2023年10月7日に『イミコワ考察ミステリー 不気味な答え』にリニューアルされ、2024年4月6日からはさらに『不気味な答え 恋愛考察ミステリー』に改題し、2024年9月21日まで放送された。

## 概要
尾形貴弘がMCを務める1話完結のミステリードラマ番組。
『お願い!ランキング presents そだてれび』を勝ち抜いた企画で、『バラバラ大作戦』初のドラマ企画である。
尾形の家を訪れたゲストとドラマを鑑賞、考察するという内容で、ドラマ部分は放送後にYouTubeにアップされる（『ダブルタップミステリー』時代は全編アップされていたが、リニューアル後は前半部分のみとなっている）。

## 出演者
- 尾形貴弘（パンサー）

## 放送リスト
| ダブルタップミステリー | ダブルタップミステリー | ダブルタップミステリー | ダブルタップミステリー     | ダブルタップミステリー                  | ダブルタップミステリー | ダブルタップミステリー | ダブルタップミステリー |
| 話数                   | 放送日                 | ゲスト                 | 番組サブタイトル           | ドラマタイトル                          | 監督                   | 脚本                   | 動画                   |
| ---------------------- | ---------------------- | ---------------------- | -------------------------- | --------------------------------------- | ---------------------- | ---------------------- | ---------------------- |
| 1                      | 2023年04月08日         | 赤坂アカ               | 橋本ゆずきのスマホ         | 橋本ゆずきのスマホ                      |                        |                        | [ 3 ]                  |
| 2                      | 2023年04月15日         | 赤坂アカ               | スターガールズメンバー自宅 | スターガールズ メンバー自宅             | 植田尚                 | 前田弘人               | [ 4 ]                  |
| 3                      | 2023年04月22日         | 赤坂アカ               | ホテルパルマ207号室        | ホテルパルマ 207号室                    | 佐藤周                 | 佐藤周                 | [ 5 ]                  |
| 4                      | 2023年05月06日         | 河村拓哉 （QuizKnock） | 宮下康二のスマホ           | 宮下康二のスマホ                        |                        |                        | [ 6 ]                  |
| 5                      | 2023年05月13日         | 河村拓哉 （QuizKnock） | 家族失踪事件記録映像       | 家族失踪事件 記録映像                   | 佐藤周                 | 佐藤周                 | [ 7 ]                  |
| 6                      | 2023年06月03日         | 河村拓哉 （QuizKnock） | ももるとch事故             | ももるとCH事故                          | 大塚徹                 | 沼倉春香               | [ 8 ]                  |
| 7                      | 2023年06月10日         | 鳥飼茜                 | 警備カメラ                 | IT企業S 警備員カメラ                    | 植田尚                 | 前田弘人               | [ 9 ]                  |
| 8                      | 2023年06月17日         | 鳥飼茜                 | 嫁が可愛すぎるSNS          | 急上昇ランクイン 嫁がかわいすぎるのだが |                        |                        | [ 10 ]                 |
| 9                      | 2023年06月24日         | 鳥飼茜                 | 結婚式サプライズV          | 慎二&沙織披露宴 サプライズVTR           | 佐藤周                 | 佐藤周                 | [ 11 ]                 |
| 10                     | 2023年07月08日         | 黒木渚                 | 声優養成所PR ビデオ        | 太田川大輝のスマホ                      |                        |                        |                        |
| 11                     | 2023年07月15日         | 黒木渚                 | 女子大生 宅飲み合コン      | パーティ部屋 2502号室                   | 佐藤周                 | 佐藤周                 | [ 12 ]                 |
| 12                     | 2023年08月05日         | 黒木渚                 | 週刊誌記者 車載カメラ      | 写真週刊誌S ドライブレコーダー          | 植田尚                 | 村川康敏               | [ 13 ]                 |
| 13                     | 2023年08月12日         | 池澤春菜               | F中央病院 記録映像         | F中央病院 記録映像                      | 佐藤周                 | 佐藤周                 | [ 14 ]                 |
| 14                     | 2023年09月02日         | 池澤春菜               | コンビニK 防犯カメラ       | コンビニK 防犯カメラ                    | 小岩井悠作             | 村川康敏               | [ 15 ]                 |
| 15                     | 2023年09月09日         | 菅良太郎 （パンサー）  | 松村邦洋 密着ロケ素材      | 松村邦洋 密着ロケ素材                   | 秦敏樹                 | 久保田大介             | [ 16 ]                 |
| 16                     | 2023年09月16日         | 菅良太郎 （パンサー）  | BAR「R」スマホ撮影動画     | BAR「R」 スマホ撮影動画                 | 内村亮太郎             | 前田弘人               | [ 17 ]                 |
| 17                     | 2023年09月23日         | 菅良太郎 （パンサー）  | 飯田社長結婚式 お祝いV     | 飯田社長結婚式 お祝いV                  | 秦敏樹                 | 久保田大介             | [ 18 ]                 |

| イミコワ考察ミステリー 不気味な答え | イミコワ考察ミステリー 不気味な答え | イミコワ考察ミステリー 不気味な答え | イミコワ考察ミステリー 不気味な答え | イミコワ考察ミステリー 不気味な答え | イミコワ考察ミステリー 不気味な答え | イミコワ考察ミステリー 不気味な答え |
| 話数                                | 放送日                              | ゲスト                              | タイトル                            | 監督                                | 脚本                                | 動画                                |
| ----------------------------------- | ----------------------------------- | ----------------------------------- | ----------------------------------- | ----------------------------------- | ----------------------------------- | ----------------------------------- |
| 1                                   | 2023年10月07日                      | 筒井あやめ（乃木坂46）              | 謎の富豪女子                        | 冨居亮平                            |                                     | [ 19 ]                              |
| 2                                   | 2023年10月14日                      | 筒井あやめ（乃木坂46）              | 最終オーディション                  | 佐藤周                              | 浜田壮瑛、佐藤周                    | [ 20 ]                              |
| 3                                   | 2023年10月28日                      | 筒井あやめ（乃木坂46）              | オカルトバスター 事故物件           | 植田尚                              | 村川康敏                            | [ 21 ]                              |
| 4                                   | 2023年11月04日                      | 筒井あやめ（乃木坂46）              | オカルトバスター 呪いのピアノ       | 植田尚                              | 村川康敏                            | [ 22 ]                              |
| 5                                   | 2023年11月11日                      | 筒井あやめ（乃木坂46）              | オカルトバスター 悪魔召喚           | 植田尚                              | 村川康敏                            | [ 23 ]                              |
| 6                                   | 2023年11月18日                      | 意志強ナツ子                        | 偽証、ラブホテル殺人事件            | 植田尚                              | 村川康敏                            | [ 24 ]                              |
| 7                                   | 2023年12月02日                      | 意志強ナツ子                        | バー立てこもり                      | 佐藤周                              | 佐藤周                              | [ 25 ]                              |
| 8                                   | 2023年12月09日                      | 澤部渡（スカート）                  | 隣人トラブル                        | 中村祐貴                            | 前田弘人                            | [ 26 ]                              |
| 9                                   | 2023年12月16日                      | 澤部渡（スカート）                  | 壮絶修羅場音声データ                |                                     |                                     | [ 28 ]                              |
| 9                                   | 2023年12月16日                      | 澤部渡（スカート）                  | 昭和の凶悪事件テープ                |                                     |                                     |                                     |
| 10                                  | 2023年12月23日                      | 澤部渡（スカート）                  | ジムトレーナー                      | 佐藤周                              | 佐藤周                              | [ 29 ]                              |
| 11                                  | 2024年01月13日                      | 浮所飛貴（美 少年）                 | キャッシュの黒豹 前編               | 植田尚                              | 前田弘人                            | [ 30 ]                              |
| 12                                  | 2024年01月20日                      | 浮所飛貴（美 少年）                 | キャッシュの黒豹 後編               | 植田尚                              | 前田弘人                            | [ 31 ]                              |
| 13                                  | 2024年02月03日                      | 菅良太郎（パンサー）                | 隣人女子インタビュー 真相編         | 中村祐貴                            | 前田弘人                            | [ 32 ]                              |
| 再                                  | 2024年02月10日                      | 筒井あやめ（乃木坂46）              | 謎の富豪女子                        | 冨居亮平                            |                                     |                                     |
| 14                                  | 2024年03月02日                      | 佐助                                | デスゲーム 第1話                    | 佐藤周                              | 佐藤周                              | [ 34 ]                              |
| 15                                  | 2024年03月09日                      | 佐助                                | デスゲーム 第2夜                    | 佐藤周                              | 佐藤周                              | [ 35 ]                              |
| 16                                  | 2024年03月16日                      | 佐助                                | デスゲーム 完結編                   | 佐藤周                              | 佐藤周                              | [ 36 ]                              |
| 17                                  | 2024年03月30日                      | 佐助                                | 誕生日サプライズ                    |                                     |                                     | [ 38 ] [ 39 ]                       |

| 不気味な答え 恋愛考察ミステリー | 不気味な答え 恋愛考察ミステリー | 不気味な答え 恋愛考察ミステリー | 不気味な答え 恋愛考察ミステリー | 不気味な答え 恋愛考察ミステリー | 不気味な答え 恋愛考察ミステリー | 不気味な答え 恋愛考察ミステリー |
| 話数                            | 放送日                          | ゲスト                          | タイトル                        | 監督                            | 脚本                            | 動画                            |
| ------------------------------- | ------------------------------- | ------------------------------- | ------------------------------- | ------------------------------- | ------------------------------- | ------------------------------- |
| 18                              | 2024年04月06日                  | 菅良太郎（パンサー）            | 上京女子物語 前編               |                                 |                                 | [ 40 ]                          |
| 19                              | 2024年04月13日                  | 菅良太郎（パンサー）            | 上京女子物語 後編               | [ 41 ]                          |                                 |                                 |
| 20                              | 2024年04月20日                  | 菅良太郎（パンサー）            | 美容院                          | 浜田壮瑛                        | 浜田壮瑛                        | [ 42 ]                          |
| 21                              | 2024年05月11日                  | 街裏ぴんく                      | 人情食堂 前編                   |                                 |                                 | [ 43 ]                          |
| 22                              | 2024年05月18日                  | 街裏ぴんく                      | 人情食堂 後編                   | [ 44 ]                          |                                 |                                 |
| 23                              | 2024年05月25日                  | 街裏ぴんく                      | 元アイドル焼肉店長の悲劇        | 稲垣知宏                        | 角田ルミ                        | [ 45 ]                          |
| 24                              | 2024年06月08日                  | FAN（8月22日の彼女）            | いわくつきオフィス              | 稲垣知宏                        | 保正和之                        | [ 46 ]                          |
| 25                              | 2024年06月15日                  | FAN（8月22日の彼女）            | 女性用風俗 前編                 |                                 |                                 | [ 47 ]                          |
| 26                              | 2024年06月22日                  | FAN（8月22日の彼女）            | 女性用風俗 後編                 | [ 48 ]                          |                                 |                                 |
| 27                              | 2024年07月06日                  | 原宿                            | 廃旅館 前編                     | 安川徳寛                        |                                 | [ 49 ]                          |
| 28                              | 2024年07月13日                  | 原宿                            | 廃旅館 後編                     | 安川徳寛                        | [ 50 ]                          |                                 |
| 29                              | 2024年07月20日                  | 原宿                            | 最後の晩餐                      | 稲垣知宏                        | 六藤あまね                      | [ 51 ]                          |
| 30                              | 2024年08月03日                  | 倉田シウマイ（リップグリップ）  | コスプレイヤー殺傷事件 前編     | 安川徳寛                        |                                 | [ 52 ]                          |
| 31                              | 2024年08月10日                  | 倉田シウマイ（リップグリップ）  | コスプレイヤー殺傷事件 後編     | 安川徳寛                        | [ 53 ]                          |                                 |
| 32                              | 2024年08月17日                  | 倉田シウマイ（リップグリップ）  | 地下アイドルグループの秘密      | 西田詠一                        | 宮本真生                        | [ 54 ]                          |
| 33                              | 2024年08月24日                  | 菅良太郎（パンサー）            | 鶴野のスマホ                    |                                 |                                 | [ 55 ] [ 56 ]                   |
| 34                              | 2024年09月07日                  | 菅良太郎（パンサー）            | 同窓会                          | 西田詠一                        | 島田悠子                        | [ 57 ]                          |
| 35                              | 2024年09月14日                  | 菅良太郎（パンサー）            | 考察サークル 前編               | 小泉剛                          |                                 | [ 58 ]                          |
| 36                              | 2024年09月21日                  | 菅良太郎（パンサー）            | 考察サークル 後編               | 小泉剛                          | [ 59 ]                          |                                 |

## ドラマ出演者
| ダブルタップミステリー | ダブルタップミステリー | ダブルタップミステリー                  | ダブルタップミステリー                                                                                                |
| 話数                   | 放送日                 | タイトル                                | 出演者（役名） |
| ---------------------- | ---------------------- | --------------------------------------- | --- |
| 1                      | 2023年04月08日         | 橋本ゆずきのスマホ                      | 西谷菜々恵（橋本ゆずき） 愛理（未来） 田中逸士（ユウト） 福井花耶（ミナ） 濱岡小百合（サキ） 大塚かなえ（動画配信者） |
| 2                      | 2023年04月15日         | スターガールズ メンバー自宅             | 宇野梨音（井口詩織） 喜多貴幸（周治） 花岡翔太（島根） 佐々木修二（タカプリン）                                       |
| 3                      | 2023年04月22日         | ホテルパルマ 207号室                    | 宮田龍平（ケイタ） 染野有来（サクラ） 麻衣愛（ユカ）                                                                  |
| 4                      | 2023年05月06日         | 宮下康二のスマホ                        | 藍沢晃多（ケンタ） 大津夕陽（ユウキ） 北岡紫音（コウジ） 水瀬裕也（動画配信者1） 石田泰誠（動画配信者2）              |
| 5                      | 2023年05月13日         | 家族失踪事件 記録映像                   | 横山涼（雅樹） 福室莉音（千秋） 南久松真奈（聡子）                                                                    |
| 6                      | 2023年06月03日         | ももるとCH事故                          | 宮城麻梨香（モモ） 喜多貴幸（ハルト） 瀬川聖（大希）                                                                  |
| 7                      | 2023年06月10日         | IT企業S 警備員カメラ                    | 瀬川聖（水沢陽太） 片桐伸直（黒田耕平） 佐藤あやの（渡部夏帆） 藤田雅明（野本正義） 森麻里百（安本里香）              |
| 8                      | 2023年06月17日         | 急上昇ランクイン 嫁がかわいすぎるのだが | 宮瀬彩加 |
| 9                      | 2023年06月24日         | 慎二&沙織披露宴 サプライズVTR           | 君島光輝（真由） 小山莉奈（沙織） 宮下貴浩（田尻） 辻香音（飯塚）                                                     |
| 10                     | 2023年07月08日         | 太田川大輝のスマホ                      | 村上航（塩沢ガク） 阪上朋花（鶴村はる華） 橋本巧望（原田孝雄） 赤羽祭（宮ノ内真希）                                   |
| 11                     | 2023年07月15日         | パーティ部屋 2502号室                   | やしろなな（アカリ） 海津雪乃（カナ） 藤江萌（ミキ） 高橋聖那（優太） 松永有紘（涼介） 松尾拓（蓮）                   |
| 12                     | 2023年08月05日         | 写真週刊誌S ドライブレコーダー          | 乙木みほり（増田彩） 佐藤あやの（森下真理） 鳥居峰明（乾慎之介） 迫田恵介（遠野清人） 安住啓太郎（警備員）            |
| 13                     | 2023年08月12日         | F中央病院 記録映像                      | 弓木奈於（芦川安奈） TAIGA（医師） 深沢萌華（看護師）                                                                 |
| 14                     | 2023年09月02日         | コンビニK 防犯カメラ                    | 文山胤萌（三宅純兵） 室井響（佐藤直紀） 中里ゆい（倉本彩音） 宮田博一（半田均） 小関桜丸（脇田幸次）                  |
| 15                     | 2023年09月09日         | 松村邦洋 密着ロケ素材                   | 松村邦洋 小出真保 藤本沙紀（西園真奈美） 拾木健太（岸谷昇） 秦敏樹（藤代一馬）                                        |
| 16                     | 2023年09月16日         | BAR「R」 スマホ撮影動画                 | 福地亜紗美（松山美里） 岡部渚（下田由梨） 福田航（立崎賢吾） 輝海（島野祐希）                                         |
| 17                     | 2023年09月23日         | 飯田社長結婚式 お祝いV                  | 出口亜梨沙（森下京香） 緑川静香（稲谷美桜） 松島くるみ（阪口彩芽） 松田千穂（松永佐代里）                             |

| イミコワ考察ミステリー 不気味な答え | イミコワ考察ミステリー 不気味な答え | イミコワ考察ミステリー 不気味な答え | イミコワ考察ミステリー 不気味な答え |
| 話数                                | 放送日                              | タイトル                            | 出演者（役名） |
| ----------------------------------- | ----------------------------------- | ----------------------------------- | --- |
| 1                                   | 2023年10月07日                      | 謎の富豪女子                        | 工藤薫（美優紀） 五十嵐和弘（朝丘優作） 儀間北斗（タクマ） |
| 2                                   | 2023年10月14日                      | 最終オーディション                  | 休井美郷 トリンドル瑠奈 HARUKA 山本栄司（吉村） 小西智（監督） 松尾拓（助監督） 秦敏樹（マネージャー）                                                                         |
| 3                                   | 2023年10月28日                      | オカルトバスター 事故物件           | 濱岸ひより（神崎美月） 藤原由美（津川祥子） 鎌田ゆうり（森谷佳代） 齋藤雪弥（岡野康平） tsumugi（鈴木未希） 小関詩（叶井咲/声のみ） ?（黒い影）                                |
| 4                                   | 2023年11月04日                      | オカルトバスター 呪いのピアノ       | 濱岸ひより（神崎美月） 佳音（佐藤詩織） 中野美優（高梨舞衣） 松丸春奈（中川響子） 富田莉代（西野音羽） 小関詩（叶井咲/声のみ） ?（謎の人物）                                   |
| 5                                   | 2023年11月11日                      | オカルトバスター 悪魔召喚           | 濱岸ひより（神崎美月） 麗良（佐野百合子） 朝井瞳子（渡辺遥香） 天音里菜（倉田知世） 小関詩（叶井咲/声のみ） 岩戸秀年（青沼崇）                                                 |
| 6                                   | 2023年11月18日                      | 偽証、ラブホテル殺人事件            | 大畑優衣（半沢恵） 佐伯歩花（忍成和葉） 片山健人（目黒健哉） 渡辺喜子（組野京子）                                                                                              |
| 7                                   | 2023年12月02日                      | バー立てこもり                      | 斉藤里奈（主犯） 有沢雪（ナツミ） 小槙まこ（シホ） 田原可南子（店員） 藤江萌（共犯） 松島くるみ（人質）                                                                        |
| 8                                   | 2023年12月09日                      | 隣人トラブル                        | 高崎かなみ（横井静奈） 牧野裕夢（岡田孝介） 溝口園枝（吉田圭織） 富田美乃里（岡田彩夏） 小笠原覚（桑野佑平） 堀ひろこ（大石清美）                                              |
| 9                                   | 2023年12月16日                      | 壮絶修羅場音声データ                | 塚本誠浩（夫） 朝陽聖梨香（妻） |
| 9                                   | 2023年12月16日                      | 昭和の凶悪事件テープ                | 東城未来（女性1） 中西裕美子（女性2） 芦澤亜希子（子ども） 村杉明彦（警察1） 鈴木卓朗（警察2）                                                                                 |
| 10                                  | 2023年12月23日                      | ジムトレーナー                      | 新唯（北川菜々美） 山岸あや花（井口翔子） 松尾拓（青木智也） 竹内強（男） |
| 11                                  | 2024年01月13日                      | キャッシュの黒豹 前編               | 水野勝（神童凛音） 外岡えりか（青山珠理） 道川内蒼（鈴木大貴） 高橋幸希（番組スタッフ） 大滝明利（紀元秀作）                                                                   |
| 12                                  | 2024年01月20日                      | キャッシュの黒豹 後編               | 水野勝（神童凛音） 外岡えりか（青山珠理） 斉藤至大（金井隆司） 高橋幸希（エステの客） 坂俊広（写真：影野誠） 大滝明利（写真：紀元秀作）                                        |
| 13                                  | 2024年02月03日                      | 隣人女子インタビュー 真相編         | 高崎かなみ（横井静奈） 斉藤至大（金井隆司） 牧野裕夢（岡田孝介） 溝口園枝（吉田圭織） 富田美乃里（岡田彩夏） 小笠原覚（桑野佑平） 堀ひろこ（大石清美）                         |
| 14                                  | 2024年03月02日                      | デスゲーム 第1話                    | 工藤美桜（アダチ） 清水一輝（コバヤシ） 花巻杏奈（イワイ） 横山涼（名無し） 南久松真奈（スギモト） 宮下貴浩（イツキ） みちお（謎の男）                                         |
| 15                                  | 2024年03月09日                      | デスゲーム 第2夜                    | 工藤美桜（アダチ） 清水一輝（コバヤシ） 花巻杏奈（イワイ） 横山涼（名無し） 南久松真奈（スギモト） 宮下貴浩（イツキ） みちお（謎の男）                                         |
| 16                                  | 2024年03月16日                      | デスゲーム 完結編                   | 工藤美桜（安達仁奈） 清水一輝（小林裕二） 花巻杏奈（岩井京香） 横山涼（川田五郎） 南久松真奈（杉本芳江） 宮下貴浩（杉本樹） みちお（謎の男） 高倉菫（すみぽん） （杉本夏菜子） |
| 17                                  | 2024年03月30日                      | 誕生日サプライズ                    | 浅野鼓由希（モミジ） 大滝衣織（サクラコ） |

| 不気味な答え 恋愛考察ミステリー | 不気味な答え 恋愛考察ミステリー | 不気味な答え 恋愛考察ミステリー | 不気味な答え 恋愛考察ミステリー                                                                       |
| 話数                            | 放送日                          | タイトル                        | 出演者（役名）                                                                                        |
| ------------------------------- | ------------------------------- | ------------------------------- | --- |
| 18                              | 2024年04月06日                  | 上京女子物語 前編               | 山口夏弥（ヒナミ） 苅田裕介（タクミ） 重松愛子（母） 古田あやこ（ナレーション）                       |
| 19                              | 2024年04月13日                  | 上京女子物語 後編               | 山口夏弥（ヒナミ） 苅田裕介（タクミ） 重松愛子（母） 古田あやこ（ナレーション）                       |
| 20                              | 2024年04月20日                  | 美容院                          | 相沢菜月（美容師A） 蓼沼優衣（美容師B） 木村伊吹（客）                                                |
| 21                              | 2024年05月11日                  | 人情食堂 前編                   | 大石康人（西浦正広） 小林薫（西浦春子） 片沼日奈子（ケイ） 高田べん（ナレーター）                     |
| 22                              | 2024年05月18日                  | 人情食堂 後編                   | 大石康人（西浦正広） 小林薫（西浦春子） 片沼日奈子（ケイ） 高田べん（ナレーター）                     |
| 23                              | 2024年05月25日                  | 元アイドル焼肉店長の悲劇        | 藤江萌（モリタサトコ） 倉本琉平（レント） 市原朋彦（ケンジ） 川守田政人（サワダ） 世志男（アキヒコ）  |
| 24                              | 2024年06月08日                  | いわくつきオフィス              | 宮瀬なこ（亜沙美） 赤羽流河（雅也） 橋本乃依（敏子）                                                  |
| 25                              | 2024年06月15日                  | 女性用風俗 前編                 | 設楽アリサ（玲美） 兼田進太（リョウマ） 植松俊（槍水） 中里真哉斗（ケント） 悠（タクミ）              |
| 26                              | 2024年06月22日                  | 女性用風俗 後編                 | 設楽アリサ（玲美） 兼田進太（リョウマ） 植松俊（槍水） 中里真哉斗（ケント） 悠（タクミ）              |
| 27                              | 2024年07月06日                  | 廃旅館 前編                     | 平野宏周（入鹿） 石川大樹（編集者）※前編のみ                                                          |
| 28                              | 2024年07月13日                  | 廃旅館 後編                     | 平野宏周（入鹿） 石川大樹（編集者）※前編のみ                                                          |
| 29                              | 2024年07月20日                  | 最後の晩餐                      | 斉藤里奈（茜） 平岡映美（千秋） 高橋聖那（神田） 中瀬古隆誠（ケンケン）                               |
| 30                              | 2024年08月03日                  | コスプレイヤー殺傷事件 前編     | 朝宮ひまわり（門手める） 佐光未早（みはる） 小野剛聖（撮影会スタッフ） 荒井理咲子（ナレーション）     |
| 31                              | 2024年08月10日                  | コスプレイヤー殺傷事件 後編     | 朝宮ひまわり（門手める） 佐光未早（みはる） 小野剛聖（撮影会スタッフ） 荒井理咲子（ナレーション）     |
| 32                              | 2024年08月17日                  | 地下アイドルグループの秘密      | 凪咲楓（楓） 堀内すず（すず） 早瀬結実（結実） 三井いろは（いろは） 神崎ひな（ひな） 長島竜也（男）   |
| 33                              | 2024年08月24日                  | 鶴野のスマホ                    | 根岸孝輔（鶴野） 宇賀神亮介（烏森） 石川紗世（ミズキ）                                                |
| 34                              | 2024年09月07日                  | 同窓会                          | 三輪晴香（亜友美） 二瓶有加（真帆） 平岡明純（千夏） 鶴田美月（薫）                                   |
| 35                              | 2024年09月14日                  | 考察サークル 前編               | 川代峻平（大根） 新納直（新田） 濱咲友菜（ねむこ） 大隅勇太（丸山） 植松俊（槍水） 和海アキ（常連客） |
| 36                              | 2024年09月21日                  | 考察サークル 後編               | 川代峻平（大根） 新納直（新田） 濱咲友菜（ねむこ） 大隅勇太（丸山） 植松俊（槍水） 和海アキ（常連客） |

## エンディングテーマ

### ダブルタップミステリー
- 2023年4月 - 6月：Little Lilith「STRIKE」
- 2023年7月 - 9月：Zuttoiru「見えない絆」

### イミコワ考察ミステリー 不気味な答え
- 2023年10月 - 12月：Academic BANANA「ドレスコード」
- 2024年1月 - 3月：クオーツ星「あーんがーるず」

### 不気味な答え 恋愛考察ミステリー
- 2024年4月 - 6月：LUCY IN THE ROOM「ドレスコード」
- 2024年7月 - 9月：HERO COMPLEX「Tooth!!!」

## スタッフ
監督・脚本は放送リストに記載。

### ダブルタップミステリー
- 編集：新井紗也香（第1-2話）、佐藤周（第3・5・9・11・13話）、山本夏希（第3話）、曽根徹（第4・9・11・15・17話）、横井勇太（第5-8・10話）、山中健司（第12話）、北浦美夫（第13話）、曽根隼一（第14話）、秦敏樹（第15・17話）、安島彩海（第16話）
- MA：浅井佑人（第1-2、4-5話）、谷道健斗（第3話）、豊田紗佑里（第6-12、14、16話）、林美蘭（第13・15・17話）
- 音響効果：古屋陸
- 制作進行：田名網晃二（第3話）
- AP：八幡亜未、阿部ひとみ（第8-12、14-17話）
- ディレクター：佐々木圭、田名網晃二（office KLEIN、第1-2話）
- 演出：岡村学、近藤大輔（第1話）、浜田壮瑛（第1話）
- 構成：上野耕一郎、谷口マサヒト
- 音楽協力：テレビ朝日ミュージック
- 技術協力：コスモ・スペース、麻布プラザ
- 編成：宇喜多宏美（第1-11話）、大塚脩平（第1-11話）、岡村地郎（第12-17話）、長岡大河（第12-17話）
- 制作協力：KRUU、MMJ、Angirz
- プロデューサー：冨澤有人、境浩平（KRUU）、植田尚（MMJ、第1・4-11・15-17話）、秦敏樹（Angirz）、佐藤周（Angirz、第1話）、近藤大輔（第2-17話）、浜田壮瑛（第2-17話）、鈴木大介（KRUU、第8-17話）
- ゼネラルプロデューサー：鈴木忠親
- 制作：テレビ朝日ビジネスソリューション本部コンテンツ編成局第2制作部
- 制作著作：テレビ朝日

### イミコワ考察ミステリー 不気味な答え
- 編集：日下美穂（第1話）、曽根徹（第2話）、安島彩海（第3話）、高瀬孝河（第4、17話）、北浦美夫（第5話）、新井紗也香（第6話）、佐藤周（第7、10、14-16話）、森川舜太（第7、12話）、鈴木裕司（第8話）、山本夏希（第9、11話）、名雪健太郎（第10話）、大久保愛里（第13話）、中島孝熙（第14話）、工藤明莉花（第15話）、茂木雅人（第16話）
- MA：浅井佑人（第1、4、7話）、林美蘭（第2、8、10、13、15話）、豊田紗佑里（第3、9、12、16話）、加々見信吾（第5-6、14話）、谷道健斗（第11話）、阪萌々華（第1話再編集版、第17話）
- 音響効果：古屋陸
- AP：八幡亜未、阿部ひとみ
- ディレクター：佐々木圭（第1-11、13-14、16-17話）、松浦直人（第12、15話）
- 演出：岡村学
- 構成：上野耕一郎、谷口マサヒト、花崎圭司
- 音楽協力：テレビ朝日ミュージック
- 技術協力：コスモ・スペース、麻布プラザ
- 編成：岡村地郎、長岡大河
- 制作協力：MMJ、KRUU、Angirz
- プロデューサー：冨澤有人、浜田壮瑛、近藤大輔、境浩平（KRUU）、鈴木大介（KRUU）、秦敏樹（Angirz）、植田尚（MMJ、第1-2、7-17話）
- ゼネラルプロデューサー：鈴木忠親
- 制作著作：テレビ朝日

### 不気味な答え 恋愛考察ミステリー
- 編集：北浦美夫（第18、20-21話）、鈴木裕司（第19話）、稲垣知宏（K-ten、第20話）、小森佑輔（第22話）、日下美穂（第23話）、森川舜太（第24、30、34話）、曽根徹（第25・28-29、31、35-36話）、遠藤千尋（第26、32話）、曽根隼一（第27話）、村田充（第33話）
- MA：林美蘭（第18、24、33話）、豊田紗佑里（第19、23、27-28、34-35話）、浅井佑人（第20、30話）、阪萌々華（第21-22、26、29、31-32、36話）、加々見信吾（第25話）
- 音響効果：古屋陸
- 制作スタッフ：金濱恒太（第18-22話）
- AP：八幡亜未
- ディレクター：佐々木圭（第18-19、21-36話）、松浦直人（第20話）
- 演出：岡村学
- 構成：上野耕一郎、谷口マサヒト、花崎圭司
- 音楽協力：テレビ朝日ミュージック
- 技術協力：コスモ・スペース、麻布プラザ
- 編成：岡村地郎（第1-29話）、長岡大河（第1-29話）、土井泰樹（第30-36話）、安部旭紘（第30-36話）
- 制作協力：KRUU、K-ten
- プロデューサー：冨澤有人、浜田壮瑛、境浩平（KRUU）、鈴木大介（KRUU、第18-22話）、杉山宏道（K-ten）
- ゼネラルプロデューサー：鈴木忠親
- 制作著作：テレビ朝日